# Ллангернивский тис

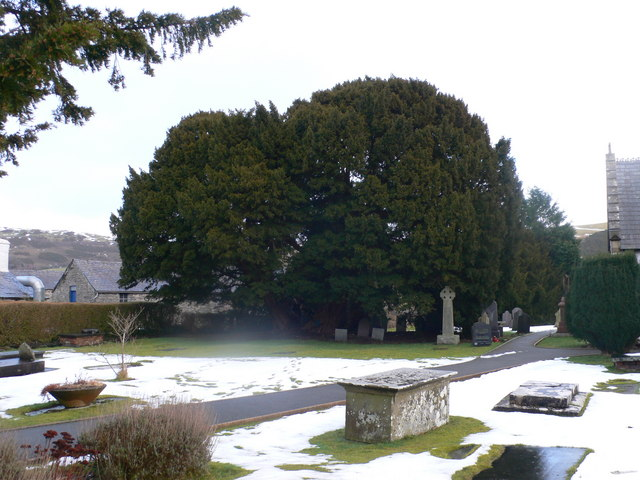
Тис ягодный из деревни Ллангернив

Ллангернивский тис — очень древний мужской экземпляр тиса ягодного (Taxus baccata), который растёт на кладбище небольшой деревни Ллангернив в северном Уэльсе, Великобритания. В июне 2002 года в честь юбилея королевы Елизаветы II тис был внесён в список 50 Великих деревьев Великобритании.
Обхват у земли составляет 10,75 метра.  Дерево сохранилось лишь фрагментами (основная часть ствола уже давно утрачена, но осталось несколько больших ответвлений), отчего его возраст очень трудно определить. Оценки простираются от 4—5 тыс. лет до возраста местной христианской общины (1,5 тыс. лет).
Существует легенда, что под этим тисом обитает очень древний и злой дух, который во время Хэллоуина называет имена тех жителей деревни Ллангернив, которые в этом году умрут.     